# Gunung Berawang Relek
Gunung Berawang Relek är ett berg i Indonesien.   Det ligger i provinsen Aceh, i den västra delen av landet, 1 700 km nordväst om huvudstaden Jakarta. Toppen på Gunung Berawang Relek är 1 831 meter över havet, eller 497 meter över den omgivande terrängen. Bredden vid basen är 3,8 km.
Terrängen runt Gunung Berawang Relek är huvudsakligen lite bergig.Runt Gunung Berawang Relek är det ganska tätbefolkat, med 239 invånare per kvadratkilometer. I omgivningarna runt Gunung Berawang Relek växer i huvudsak städsegrön lövskog.